# Psapharochrus aliciae
Psapharochrus aliciae là một loài bọ cánh cứng trong họ Cerambycidae.